# Cầu Thia
Cầu Thia là một phường thuộc tỉnh Lào Cai, Việt Nam.

## Địa lý
Phường Cầu Thia giáp xã Phình Hồ, xã Trạm Tấu, phường Nghĩa Lộ, phường Trung Tâm.

## Lịch sử
Ngày 15 tháng 5 năm 1995, Chính phủ ban hành Nghị định 31-CP, về việc thành lập thị xã Nghĩa Lộ và điều chỉnh địa giới hành chính giữa thị xã Nghĩa Lộ và huyện Văn Chấn thuộc tỉnh Yên Bái. Theo đó, thành lập phường Cầu Thia trên cơ sở các tiểu khu 16, 17 của thị trấn Nghĩa Lộ cũ và các bản: Bản Chao Thượng, Bản Vệ Dưới.
Ngày 16 tháng 6 năm 2025, Ủy ban Thường vụ Quốc hội ban hành Nghị quyết số 1673/NQ-UBTVQH15 về việc sắp xếp các đơn vị hành chính cấp xã của tỉnh Lào Cai năm 2025. Theo đó, sắp xếp toàn bộ diện tích tự nhiên, quy mô dân số của phường Cầu Thia và các xã Thanh Lương, Thạch Lương, Phúc Sơn, Hạnh Sơn thành phường mới có tên gọi là phường Cầu Thia.